# Australasie
Cet article possède des paronymes, voir Austrasie et Australie.

L’écozone australasienne.

L'Australasie est une partie de l'Océanie dont la définition n'est pas figée mais comprend généralement l'Australie et la Nouvelle-Zélande, qui ont même présenté ensemble des athlètes sous cette appellation aux Jeux olympiques et en Coupe Davis, au début du XXe siècle.

Australasie au sein du globe (vision restreinte).

Certains auteurs y ajoutent l'île de Nouvelle-Guinée et certaines îles environnantes, notamment pour la définition de l'écozone australasienne.

## Historique de l'appellation
Étymologiquement, Australasie signifie « Asie du Sud ». Le terme fut pour la première fois employé par Charles de Brosses en 1756 dans son ouvrage intitulé Histoire des navigations aux terres australes à propos de la Terra Australis Incognita, continent imaginaire dont la science de l'époque postulait l'existence quelque part dans l'hémisphère sud, plus communément connue sous l'homonyme Asie Australe.
En 1843, Charles Hector Jacquinot, en proposa une nouvelle définition :

« Je pense qu'il eût été plus conforme à la nature, aux rapports géologiques des îles océaniennes, de comprendre dans la division polynésienne la Micronésie et la Polynésie proprement dite ; sans en excepter les îles Viti [Fidji], et de fixer les limites est de la Malaisie à la côte ouest des Moluques en s'élevant jusqu'à la latitude de Formose ; de comprendre ensuite sous la dénomination de Mélanésie les deux centres géologiques qui reçurent le nom de Nouvelle-Hollande et Nouvelle-Guinée, puis les Moluques, les Louisiades, les îles Salomon, les Hébrides, la Calédonie, y compris la Nouvelle-Zélande et Van Diémen qui, comme tous ces archipels, ne sont que des annexes de l'Australie. Je voudrais, en outre, que ces deux dénominations Malaisie et Mélanésie fussent réunies sous l'appellation générale d'Australasie. »

En 1891, dans sa Géographie de l'Afrique, de l'Asie et de l'Océanie, Louis Bougier définit les contours de ce qu'il appelle la Méditerranée d’Australasie, constituée de l’ensemble des mers et détroits de l'archipel malais.
Au début du XXe siècle, les annales françaises de géographie listent l'Australasie parmi les six continents, aux côtés de l'Afrique, l'Amérique, l'Europe, l'Asie et les Régions polaires.
L'acception en français représente « l'ensemble géographique formé par l'Australie, la Nouvelle-Zélande et, généralement, la Nouvelle-Guinée ».
Des géographes anglophones ont attribué ce terme à un ensemble comprenant l'Australie, la Nouvelle-Zélande, la Nouvelle-Guinée et autres îles adjacentes, reprenant à peu de chose près la définition de Jacquinot pour délimiter l’écozone australasienne.

## Sport
En sport, l'Australasie est l'équipe qui a uni l'Australie et la Nouvelle-Zélande, et parfois la Nouvelle-Guinée au début du XXe siècle, notamment en Coupe Davis (à partir de 1904) ou aux Jeux olympiques de 1908 et 1912 (Australie et Nouvelle-Zélande).